# Елізабет Нел
Елізабет Шекспір Нел (англ. Elizabeth Shakespear Nel, уроджена Лейтон; 14 червня 1917, Бері-Сент-Едмундс, Саффолк — 30 жовтня 2007) — особистий секретар Вінстона Черчилля з 1941 до 1945 рік.

## Біографія
Народилася 14 червня 1917 року в Бері-Сент-Едмундсі, Саффолк. Її батько, учасник Першої світової війни, хворів на туберкульоз. За станом здоров'я йому порадили емігрувати до Британської Колумбії або до Австралії. Сім'я переїхала до Канади й оселилася у Верноні, Британська Колумбія.
Лейтон навчалася в коледжі в Лондоні, який навчав секретарської справи, потім працювала в кадровій агенціі. Влітку 1939 року вона повернулася у відпустку до Канади. Після закінчення курсу із заходів безпеки під час повітряних нальотів вона повернулася до Лондона, де влаштувалася на роботу у Червоний Хрест. Саме звідси її відправили до офісу прем'єр-міністра на Даунінг-стріт.
Наприкінці травня 1941 року близько 22:30 вона вперше зустрілася з Вінстоном Черчиллем. Вона працювала за безшумною друкарською машинкою, де миттєво образила прем'єр-міністра, зробивши помилку. Йому подобалося, щоби його промови були надруковані через рядки з подвійним інтервалом під час диктування, але вона використовувала тільки один інтервал. Їй наказали вийти з кімнати, після того як Черчилль вилаяв її, використовуючи слова «дурепа», «роззява» і «ідіотка».
У роки війни вона супроводжувала Черчилля під час його подорожей за кордон. Лейтон познайомилась з президентом Франкліном Рузвельтом у Вашингтоні під час його зустрічі з Черчиллем у Білому домі. Інша поїздка відбулася у складі британської делегації до Ялтинській конференції в Криму. На бенкеті під час конференції Черчилль запропонував тост за «міс Лейтон». Вона була єдиною присутньою жінкою. Її останнім завданням у воєнний час був запис промови Черчилля до дня перемоги.
Лейтон з Черчиллем плакали в його кімнаті після його поразки на загальних виборах 1945 року. Після цього програшу Лейтон розповіла подружжю Черчиллей про свої плани вийти заміж за Франса Нела. Він був південноафриканським солдатом, якого звільнили з табору для військовополонених, до якого він потрапив після захоплення в Тобруку. Черчилль і його дружина Клементина, почувши цю новину, побажали їм народити чотирьох дітей: «Одного для матері, одного для батька, одного про всяк випадок й одного для зростання». У 1946 році народилася її перша дитина.
У 1958 році вона випустила мемуари під назвою «Секретарка містера Черчилля». Спочатку Черчилль мав заперечення щодо публікації, які надіслав телеграмою. Але потім, коли це питання знову порушили, його погляди пом'якшилися, і він зняв свої заперечення.
Після війни вона емігрувала зі своїм чоловіком до Південної Африки. Пізніше її кілька разів запрошували до Лондона, зокрема у 1990 році на 50-ту річницю обрання Черчилля прем'єр-міністром. Вона також відвідала Велику Британію у 2005 році, щоб приєднатися до королеви на відкритті музею Черчилля в підземному командному пункті Кабінету міністрів, там, де зараз є Казначейство на Horse Guards Road.

## Сім'я
У неї були брат Майкл і сестра Елісон. Її брат служив військовим пілотом у Другій світовій війні.
Після війни вона вийшла заміж за Франса Нела, солдата з Південної Африки й оселилася в Порт-Елізабет. У них був син і дві дочки. Її чоловік помер у 2000 році.

## Кінозображення
У британському фільмі 2017 року «Темні часи» образ Нел зіграла Лілі Джеймс. Вона зображена так, що нібито почала працювати секретарем Черчилля 10 травня 1940 року під час битви за Францію. Але насправді вона стала його секретарем лише за рік, у травні 1941 року. У фільмі також зображено, що її брат загинув під час відступу з Дюнкерк, і це ще одна вигадана деталь.